# Apogon quartus
Apogon quartus es una especie de pez de la familia de los apogónidos en el orden de los perciformes. 

## Hábitat
Es una especie marina que vive entre los 58 y 61 m de pronfundidad.

## Distribución geográfica
Se encuentran en el oeste del océano Índico.